# Mehmet Aurélio
Marco Aurélio Brito dos Prazeres, mais conhecido por Marco Aurélio ou Mehmet Aurélio (Rio de Janeiro, Brasil, 15 de dezembro de 1977), é um ex-futebolista brasileiro naturalizado turco que atuava como volante.

## Carreira
No Brasil, foi revelado pelo Bangu, depois teve uma passagem sem prestígio pelo Flamengo e foi contratado pelo Olaria, onde atuou poucos meses antes de se transferir para a Europa.
Defendeu o Trabzonspor, de 2001 a 2003 e o Fenerbahçe de 2003 a 2008, ambos da Turquia. 
Naturalizou-se em 2006 para poder defender a Seleção Turca de Futebol, tornando-se o primeiro jogador Turco naturalizado a atuar por esse país. Com a mudança de nacionalidade também mudou seu nome para Mehmet.
Jogou na posição de volante e atuou no Real Betis em 2008. 
Depois voltou e encerrou sua carreira pelo Olaria.

### O pênalti perdido
Mehmet Aurélio virou um dos hits da internet, quando errou uma cobrança de pênalti na partida contra o Gimnàstic pela Segunda Divisão Espanhola. A bola voou muitos metros longe do gol e foi considerado o pior pênalti do ano de 2010.

## Títulos
Flamengo
- Campeonato Carioca: 1996, 1999, 2000 e 2001
- Taça Guanabara: 1995, 1996, 1999 e 2001
- Taça Rio: 1996 e 2000
- Copa Ouro Sul-Americana: 1996
- Copa Rio-Brasília: 1997
- Copa dos Campeões Mundiais: 1997
- Troféu São Sebastião do Rio de Janeiro: 1999 e 2000

### Trabzonspor
- Copa da Turquia: 2003–04

### Fenerbahçe
- Campeonato Turco: 2004–05 e 2006–07
- Supercopa da Turquia: 2007

### Real Betis
- Segunda Divisão Espanhola: 2009–10

### Beşiktaş
- Copa da Turquia: 2010–11